# حافظ بدوي
حافظ علي يوسف بدوي،  (1922 - 28 فبراير 1983) هو سياسي وبرلماني مصري.

## حياته
ولد بقرية الجزار مركز بيلا (محافظة كفر الشيخ - مصر)، وتوفي في محافظة الجيزة، مصر.
عاش في مصر، وزار كثيرًا من دول العالم، منها روسيا وتشيكوسلوفاكيا والصين.
حفظ القرآن الكريم في كتّاب القرية، ثم التحق بالتعليم الابتدائى في قريه مجاوره تسمى (كوم الحجنه) ، وفي العام 1942 التحق بمدرسة المعلمين، وتخرج فيها، ثم التحق بكلية الحقوق - جامعة القاهرة - وتخرج فيها عام 1952.

## مسيرته
بدأ حياته العملية مدرسًا بوزارة المعارف، وتنقل بين عدة مدارس في محافظتي كفر الشيخ والقاهرة، ثم عمل بالمحاماة بعد تخرجه من كلية الحقوق، وفي عام 1967 تولّى وزارة الشؤون الاجتماعية، ثم أصبح وزيرًا لشؤون مجلس الأمة عام 1969، كما اختير رئيسًا لمجلس الشعب اعتبارًا من 15 مايو 1971 وحتى 15 من مايو 1974، ثم عين مستشارًا لرئيس الجمهورية.
- كان عضوًا في الاتحاد القومي، ثم الاتحاد الاشتراكي، ثم عضوًا في حزب مصر، ثم الحزب الوطني الديمقراطي، وكذلك أصبح عضوًا في برلمان وادي النيل (الذي يجمع نوابًا عن مصر ونوابًا عن السودان في مجلس موحد). نشط في العمل السياسي والاجتماعي من خلال عمله وزيرًا للشؤون الاجتماعية، فتبنى مشروعًا لرعاية أسر المقاتلين والشهداء، ووضع برنامجًا لخدمة المهجرين من مدن القناة إبان حرب 1967، كما كان يشارك في المناسبات الوطنية والدينية لرفع الروح المعنوية وإزالة آثار الهزيمة العسكرية.
- كان عضواً بمجلس الأمة، ثم بمجلس الشعب، وعين وزيراً للشئون الاجتماعية، ثم انتخب رئيساً لمجلس الشعب، ثم اختير مساعداً لرئيس الجمهورية.. من 14 مايو 1971م - 7 سبتمبر 1971 م (رئيساً لمجلس الآمة)، ومن 11 نوفمبر 1971 م - 22 أكتوبر 1974م (رئيساً لمجلس الشعب)
- يذكر انه كان شاعراً، كان عضوًا بندوة شعراء العروبة، وعضوًا بجمعية الشبان المسلمين العالمية.

## الإنتاج الشعري
- له عدد من القصائد المنشورة في بعض الصحف والمجلات، منها: «في ذكرى الرسول الكريم» - مجلة «الرسالة الإسلامية» - صادرة عن جمعية الشبان المسلمين - العدد 6 - القاهرة - يونيو 1974، وله قصائد أخرى متفرقة.

## جوائز
- حصل على وسام الاستحقاق من رئيس الجمهورية (جمال عبد الناصر) عام 1969.
- كما حصل بعد وفاته (عام 1983) على وسام الجمهورية من الطبقة الأولى.